# Bezirk Leoben

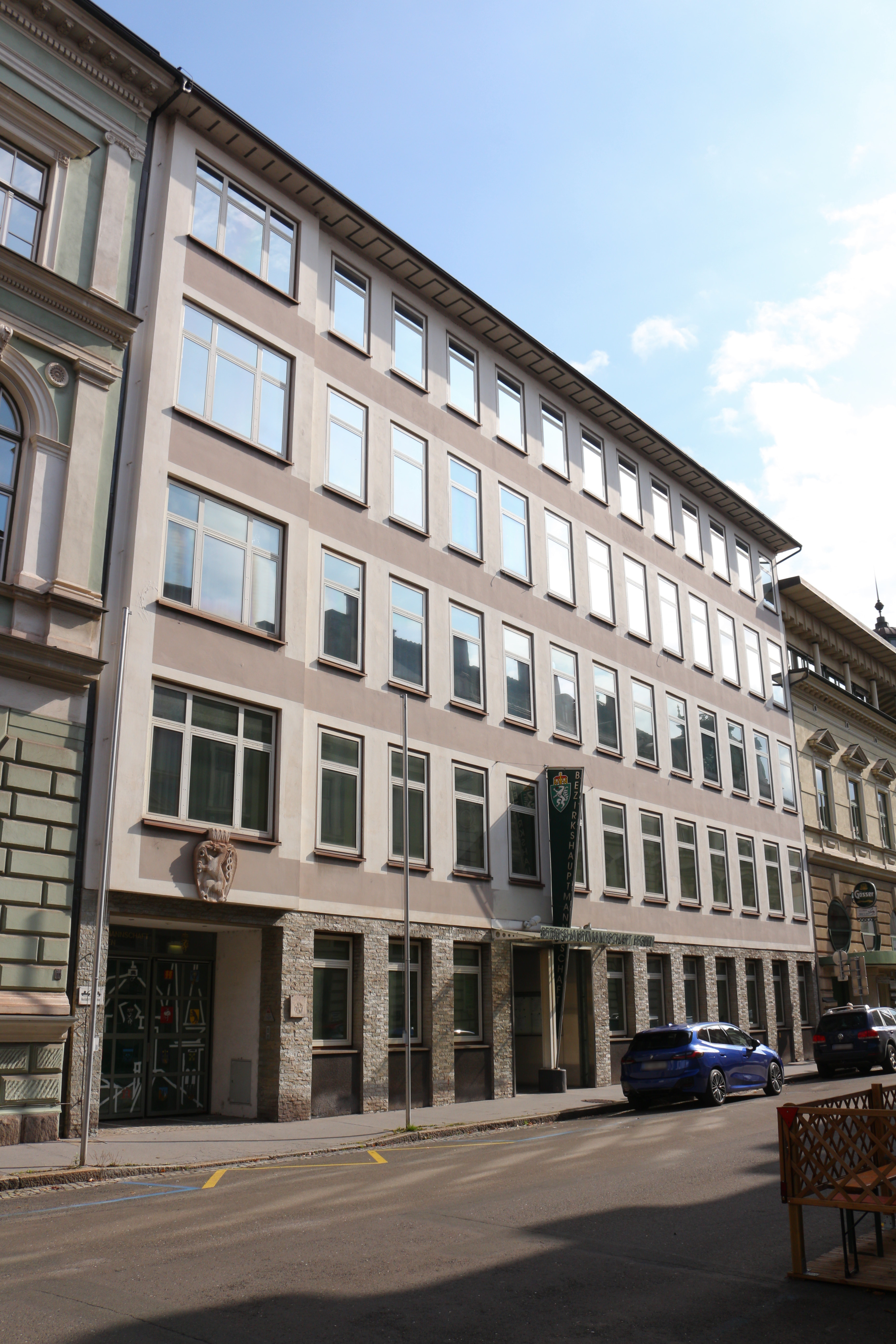
Bezirkshauptmannschaft Leoben in der Peter Tunner-Straße 6, Leoben

Der Bezirk Leoben ist ein politischer Bezirk des Landes Steiermark. Er gliedert sich in 16 Gemeinden, darunter drei Städte und acht Marktgemeinden.

## Geschichte
Mit Allerhöchster Entschließung vom 13. August 1849 genehmigte Kaiser Franz Joseph I. die Organisation der politischen Verwaltungsbehörden im Kronland Steiermark. Seit Februar 1850 hatte sich jedermann mit allen politischen Angelegenheiten an die Bezirkshauptmannschaft als erste Verwaltungsinstanz zu wenden. 1854 wurden die Bezirkshauptmannschaften jedoch bereits wieder durch Bezirksämter ersetzt, welche sowohl für Verwaltungs- als auch für Justizgeschäfte zuständig waren.
Im Zuge der endgültigen Trennung der politischen von der judikativen Verwaltung ab 1868 bildeten der Gerichtsbezirk Leoben mit den Gerichtsbezirken Eisenerz und Mautern den Bezirk Leoben.
Die Politische Expositur Eisenerz mit Sitz in Eisenerz war 1945 ein kurzzeitiger Nachfolger der Außendienststelle des nach dem Anschluss Österreichs mit dem Ostmarkgesetz in Landkreis umbenannten Bezirks, der von 1939 bis 1945 bestand. Ende 1945 wurde der ursprüngliche Zustand wieder hergestellt.
Nachdem Walter Kreutzwiesner mit 31. August 2019 als Bezirkshauptmann von Leoben in den Ruhestand trat, übernahm Markus Kraxner interimistisch die Leitung der Bezirkshauptmannschaft. Am 27. Februar 2020 wurde Kraxner von der Landesregierung zum Bezirkshauptmann ab 1. März 2020 bestellt.

## Angehörige Gemeinden

Im Rahmen der Gemeindestrukturreform 2014/15 wurde die Zahl der Gemeinden im Bezirk ab 1. Jänner 2015 von 17 auf 16 verringert, da Hieflau mit der Gemeinde Landl im Bezirk Liezen fusioniert wurde. Bereits zu Jahresbeginn 2013 wurden die Gemeinden Gai und Hafning bei Trofaiach mit der Gemeinde Trofaiach fusioniert. Der Bezirk umfasst von den 16 Gemeinden die drei Stadtgemeinden Leoben, Trofaiach und Eisenerz und acht Marktgemeinden.

### Liste der Gemeinden im Bezirk Leoben
Die Einwohnerzahlen der Tabelle stammen vom 1. Jänner 2024,
Regionen sind Kleinregionen der Steiermark.
| Gemeinde                        | Lage | Ew     | km²    | Ew / km² | Gerichtsbezirk | Region                                          | Typ             | Foto | Metadaten         |
| ------------------------------- | ---- | ------ | ------ | -------- | -------------- | ----------------------------------------------- | --------------- | ---- | ----------------- |
| Eisenerz                        |      | 3.439  | 124,70 | 28       | Leoben         | 017 Rund um den Erzberg aufgelöst 31. März 2018 | Stadt- gemeinde | ja   | Gem.Kennz.: 61101 |
| Kalwang                         |      | 997    | 67,16  | 15       | Leoben         | 014 Liesingtal aufgelöst 31. März 2018          | Markt- gemeinde | ja   | Gem.Kennz.: 61105 |
| Kammern im Liesingtal           |      | 1.673  | 58,85  | 28       | Leoben         | 014 Liesingtal aufgelöst 31. März 2018          | Markt- gemeinde | ja   | Gem.Kennz.: 61106 |
| Kraubath an der Mur             |      | 1.368  | 27,44  | 50       | Leoben         | –                                               | Markt- gemeinde | ja   | Gem.Kennz.: 61107 |
| Leoben                          |      | 24.605 | 107,77 | 228      | Leoben         | 089 Murtal aufgelöst 31. März 2018              | Stadt- gemeinde | ja   | Gem.Kennz.: 61108 |
| Mautern in Steiermark           |      | 1.667  | 108,71 | 15       | Leoben         | 014 Liesingtal aufgelöst 31. März 2018          | Markt- gemeinde | ja   | Gem.Kennz.: 61109 |
| Niklasdorf                      |      | 2.340  | 15,20  | 154      | Leoben         | 089 Murtal aufgelöst 31. März 2018              | Markt- gemeinde | ja   | Gem.Kennz.: 61110 |
| Proleb                          |      | 1.569  | 24,53  | 64       | Leoben         | 089 Murtal aufgelöst 31. März 2018              | Gemeinde        | ja   | Gem.Kennz.: 61111 |
| Radmer                          |      | 485    | 82,60  | 5,9      | Leoben         | 017 Rund um den Erzberg aufgelöst 31. März 2018 | Gemeinde        | ja   | Gem.Kennz.: 61112 |
| Sankt Michael in Obersteiermark |      | 3.091  | 56,09  | 55       | Leoben         | 089 Murtal aufgelöst 31. März 2018              | Markt- gemeinde | ja   | Gem.Kennz.: 61113 |
| Sankt Peter-Freienstein         |      | 2.320  | 27,34  | 85       | Leoben         | 098 Reitingblick aufgelöst 31. Dezember 2016    | Markt- gemeinde | ja   | Gem.Kennz.: 61114 |
| Sankt Stefan ob Leoben          |      | 1.796  | 78,76  | 23       | Leoben         | 089 Murtal aufgelöst 31. März 2018              | Gemeinde        | ja   | Gem.Kennz.: 61115 |
| Traboch                         |      | 1.410  | 12,52  | 113      | Leoben         | 098 Reitingblick aufgelöst 31. Dezember 2016    | Gemeinde        | ja   | Gem.Kennz.: 61116 |
| Trofaiach                       |      | 11.007 | 143,62 | 77       | Leoben         | 098 Reitingblick aufgelöst 31. Dezember 2016    | Stadt- gemeinde | ja   | Gem.Kennz.: 61120 |
| Vordernberg                     |      | 923    | 27,74  | 33       | Leoben         | 017 Rund um den Erzberg aufgelöst 31. März 2018 | Markt- gemeinde | ja   | Gem.Kennz.: 61118 |
| Wald am Schoberpaß              |      | 523    | 90,44  | 5,8      | Leoben         | 014 Liesingtal aufgelöst 31. März 2018          | Gemeinde        | ja   | Gem.Kennz.: 61119 |

## Liste der Bezirkshauptleute
Seit der Einführung des Bezirkes im Jahre 1868 waren 18 Bezirkshauptleute im Amt.
- August Kolmeyer (ab 3. August 1868)
- Franz Graf Merveldt (ab 4. März 1878)
- Alfred Edler Braunhofer von Braunhof (ab 29. Januar 1881)
- Heinrich Clementschitsch (ab 8. Juli 1885)
- Maximilian Graf Wickenburg (ab 16. November 1892)
- Rudolf Freiherr von Camerlander (ab 3. Mai 1903)
- Rudolf Reichsgraf von Schönfeldt (ab 18. Februar 1907)
- Heinrich Freiherr von Doblhoff (ab 13. September 1911)
- Nikolaus Freiherr Pfusterschmid von Hardtenstein (ab 20. April 1914)
- Theodor Hoffer (ab 27. Februar 1924)
- Rudolf Urbanek (ab 8. März 1932)
- Karl Angerer (ab 1. November 1936)
- Friedrich Letnig (ab 29. August 1945)
- Albert Pfaller (ab 1956 bis 1976)
- Robert Kaufmann (ab 1977 bis 1990)
- Anna Rieder (ab 1991 bis 1994)
- Walter Kreutzwiesner (ab 1995 bis 2020)
- Markus Kraxner (seit 2020)